# Ronnie Valentine
Ronnie L. Valentine (Norfolk, Virginia, 27 de noviembre de 1957) es un exjugador de baloncesto estadounidense que disputó una temporada en la NBA, además de jugar en la CBA, la USBL y la liga italiana. Con 2,01 metros de estatura, jugaba en la posición de ala-pívot.

## Trayectoria deportiva

### Universidad
Jugó durante cuatro temporadas con los Monarchs de la Universidad de Old Dominion, en las que promedió 21,8 puntos, 9,4 rebotes y 1,5 asistencias por partido. Consiguió el récord de puntos de su universidad, con 2.204, siendo el primer jugador de la historia de la División I de la NCAA en anotar 10 o más puntos en 101 partidos de forma consecutiva. Su mejor marca anotadora la consiguió ante Tulane, con 44 puntos logrados en su temporada sophomore.

### Profesional
Fue elegido en la quincuagésimo primera posición del Draft de la NBA de 1980 por Denver Nuggets, con los que jugó 24 partidos, en los que promedió 3,5 puntos y 1,3 rebotes.
Al año siguiente fue traspasado a los Washington Bullets, pero finalmente no encontró hueco en el equipo, marchándose a jugar a los Montana Golden Nuggets de la CBA, siendo elegido esa temporada mejor jugador del campeonato, tras promediar 32 puntos por partido,  llegando a anotar 63 puntos en un partido ante los Alberta Dusters.
En 1982 se marchó a jugar al A.P.U. Udine de la Serie A2 italiana, jugando una temporada en la que promedió 27,1 puntos y 7,4 rebotes por partido. El resto de su carrera transcurrió en ligas menores estadounidenses.

## Estadísticas de su carrera en la NBA

### Temporada regular
| Temporada | Edad | Equipo         | Liga | P  | TIT | MIN | TC  | TCA | %TC  | 3P  | 3PA | %3P  | TL  | TLA | %TL  | R.OF. | R.DEF. | REB | ASIS | ROB | TAP | PER | FP  | PTS |
| 1980-81   | 23   | Denver Nuggets | NBA  | 24 |     | 5.1 | 1.5 | 4.1 | .378 | 0.0 | 0.1 | .500 | 0.4 | 0.8 | .474 | 0.4   | 0.8    | 1.3 | 0.3  | 0.3 | 0.2 | 0.7 | 1.0 | 3.5 |
| Total     |      |                | NBA  | 24 |     | 5.1 | 1.5 | 4.1 | .378 | 0.0 | 0.1 | .500 | 0.4 | 0.8 | .474 | 0.4   | 0.8    | 1.3 | 0.3  | 0.3 | 0.2 | 0.7 | 1.0 | 3.5 |